# Sigmatomera woytkowskiana
Sigmatomera woytkowskiana är en tvåvingeart som beskrevs av Alexander 1941. Sigmatomera woytkowskiana ingår i släktet Sigmatomera och familjen småharkrankar.
Artens utbredningsområde är Peru. Inga underarter finns listade i Catalogue of Life.